# NGC 6162
NGC 6162 في الفهرس العام الجديد، هي مجرة محدبة، تقع في كوكبة الجاثي. اكتشفت في 30 يونيو 1870 بواسطة إدوارد ستيفان.

## روابط خارجية
- NGC 6162 على موقع ويكي سكاي: DSS2, SDSS, GALEX, IRAS, Hydrogen α, X-Ray, Astrophoto, Sky Map, Articles and images